# Estádio Jesús Bermúdez
O Estádio Jesús Bermúdez é um estádio multiuso localizado na cidade de Oruro, Bolívia, pertencente ao Governo do Departamento de Oruro. Mais utilizado para a prática do futebol, é o estádio onde joga o Club San José e outros clubes citadinos. Se localiza na zona norte da cidade boliviana e conta uma capacidade de 33 000 espectadores. Com uma altitude de 3.735 m, ele figura na 5ª posição entre os estádios de futebol de maior altitude do mundo.
Além de abrigar os jogos do San José no Campeonato Boliviano e em competições continentais como a Copa Libertadores da América e a Copa Sul-Americana, o estádio sediou jogos na Copa América de 1975 e a disputa de terceiro lugar da mesma competição em 1997.[carece de fontes?]